# ملکده
ملکده، روستایی از توابع بخش لشت نشا شهرستان رشت در استان گیلان ایران است.

## جمعیت
این روستا از توابع بخش لشت نشا و غربی‌ترین روستای آن محسوب می‌شود. براساس سرشماری عمومی نفوس و مسکن مرکز آمار ایران در سال ۱۳۸۵، جمعیت آن بالغ بر ۱۸۷ نفر (۵۹خانوار) بوده‌است.
این روستای کوچک اما زیبا زادگاه هنرمندانی چون استاد جهانگیر ملک و استاد اسدالله ملک از اساتید بنام و مشهور تنبک و ویولون دنیا می‌باشد که طبق اظهارات استاد فریدون پوررضا بسیار به آن عشق ورزیده و برای دیدن زادگاه خود به آنجا هم می‌آمدند.